# Riurau

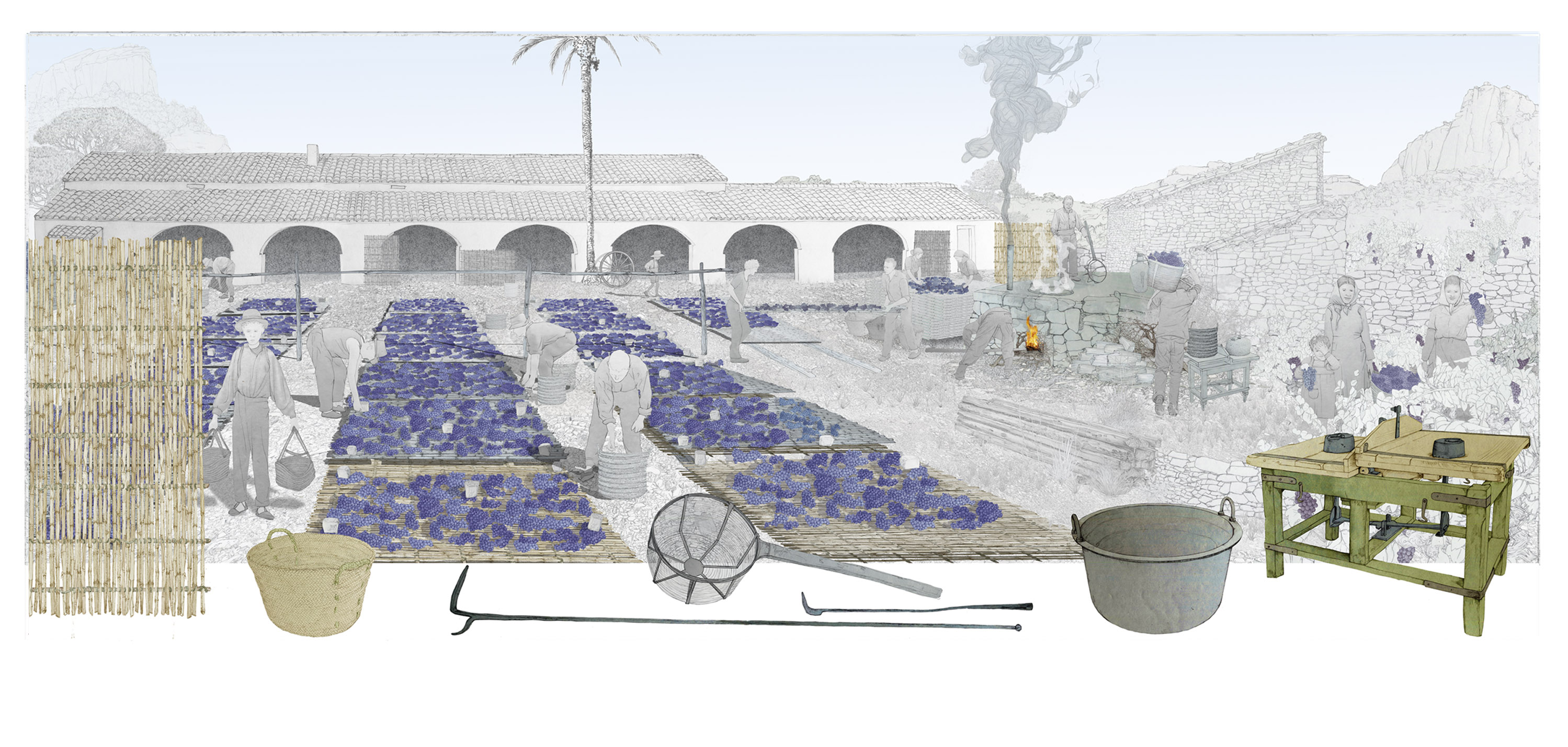
Procés de treball en l'elaboració de la pansa, amb el riurau al fons. Museu Valencià d'Etnologia.

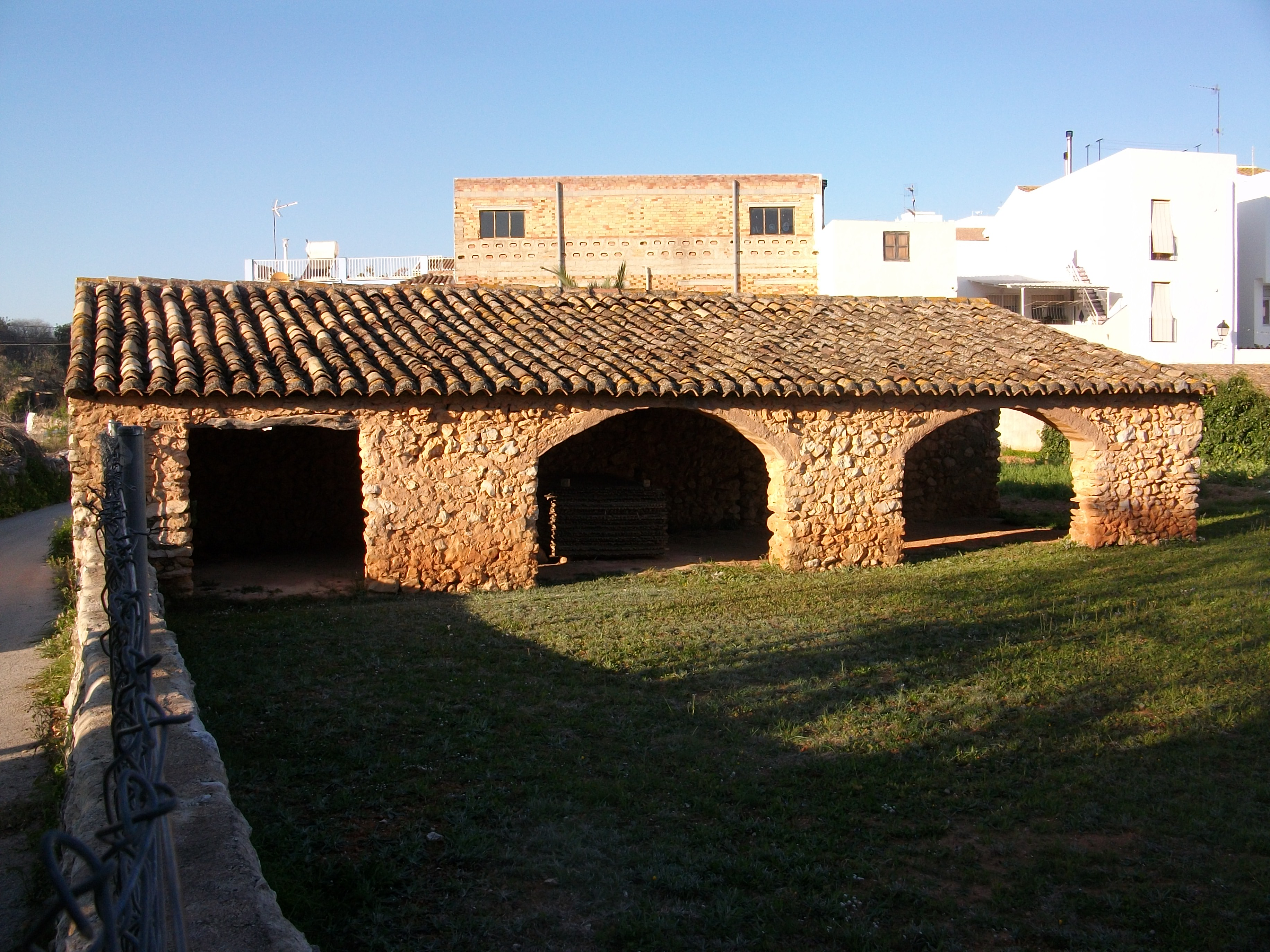
Riurau a la població de Gata de Gorgos

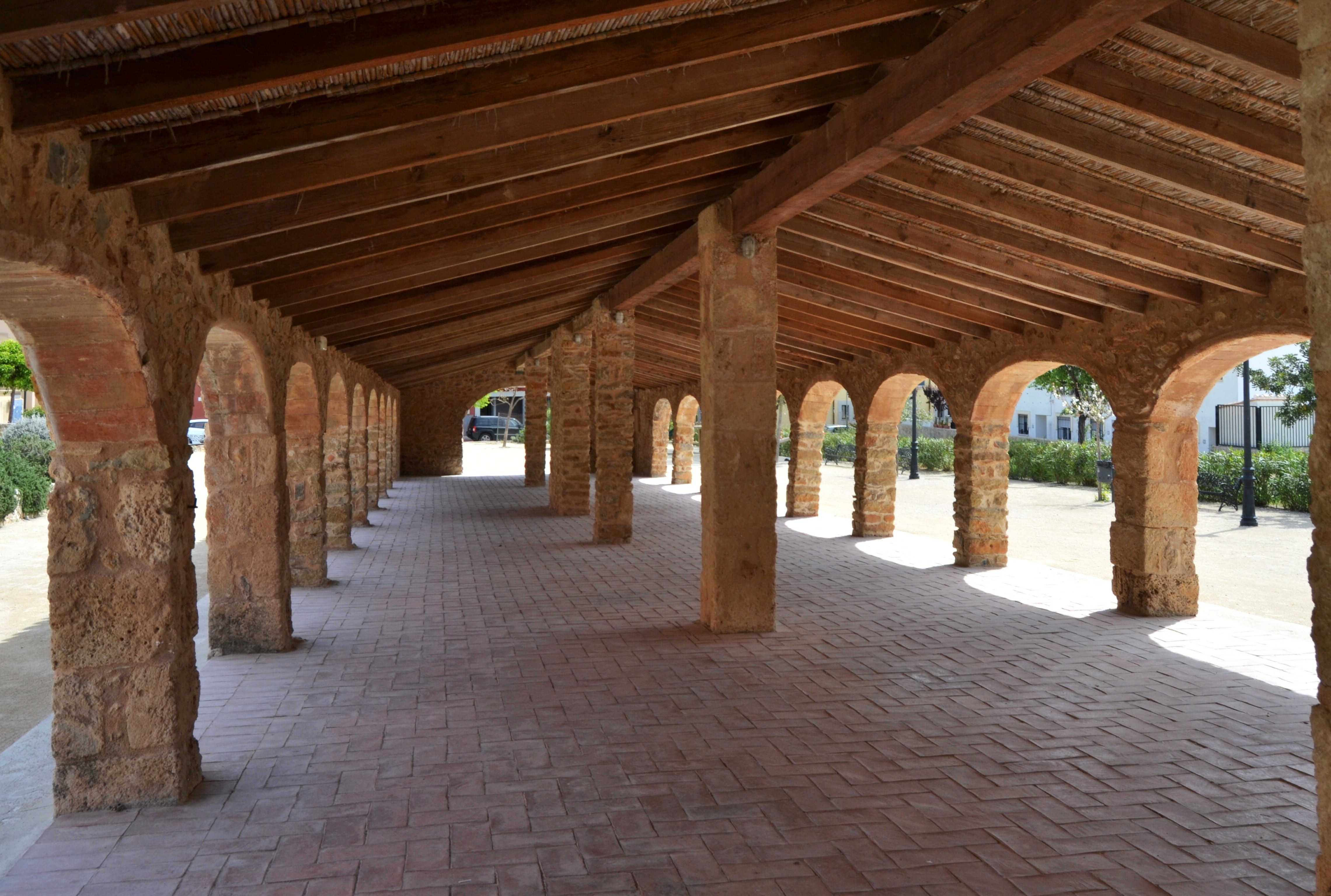
Interior del riurau de Jesús Pobre

El riurau és una construcció característica de l'arquitectura rural de diverses comarques del País Valencià, sobretot a la Marina Alta, que té la funció de proporcionar aixopluc als canyissos amb pansa mentre plou o fa humitat.

## Arquitectura

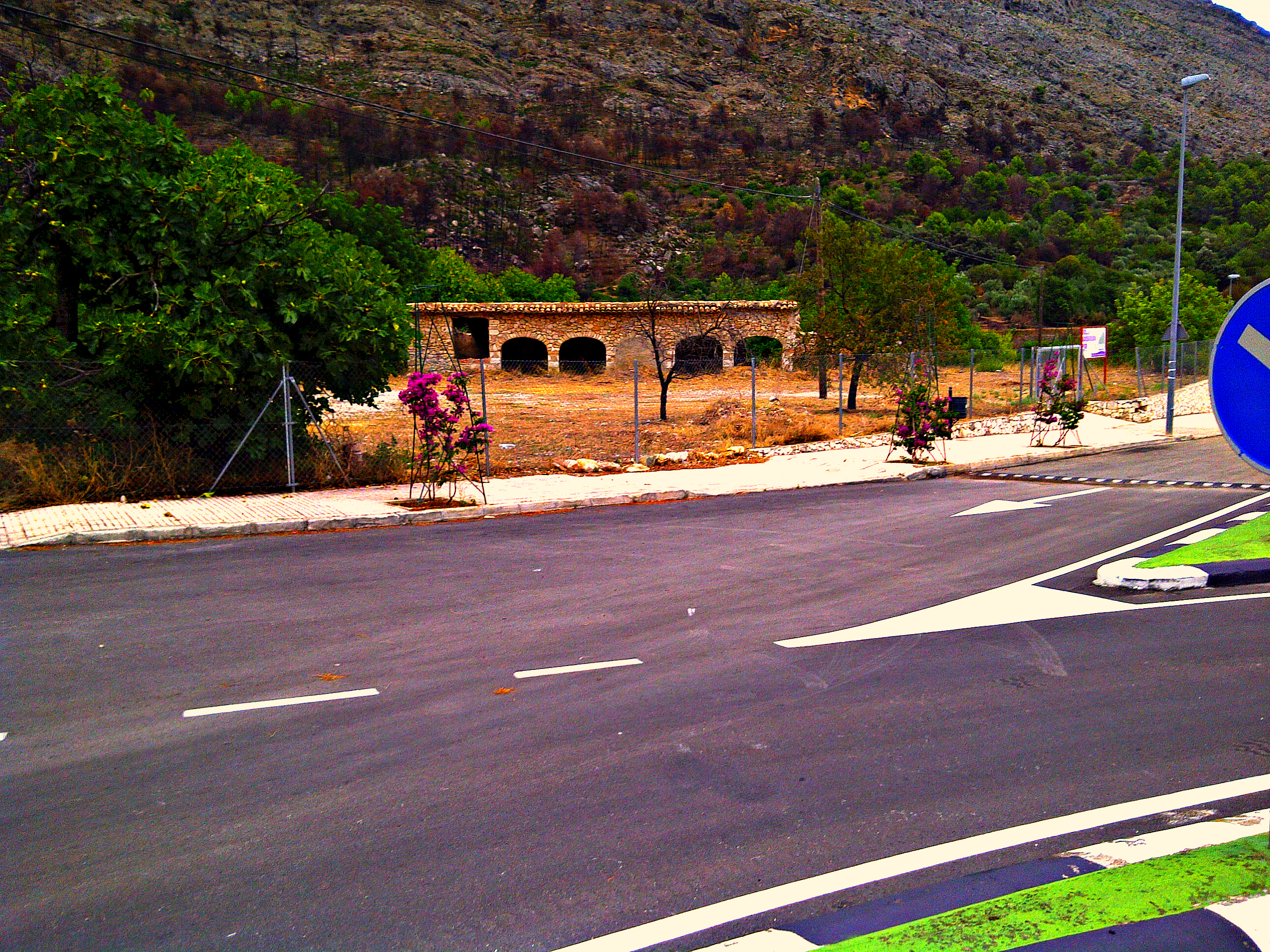
Un riurau típic de Benigembla on antigament s'assecava la pansa

Els riuraus són, en general, orientats cap al migjorn, però per excepció n'hi ha que miren cap a sol ixent. Això sí, no en trobareu cap que siga encarat cap al nord o l'oest.
Pel que fa al seu emplaçament, hi ha riuraus que són adossats a la casa de camp; uns altres n'estan separats. Davant del riurau se situa el sequer, on es posen els canyissos amb raïm a fi que s'aixugüe per l'acció directa del sol i es convertisca en pansa.
Els riuraus més grans que es coneixen estan construïts amb dos crugies i tenen entre 10 i 14 ulls. Solament se'n coneixen, fins ara, quatre i tenen una gran importància en el món de l'estudi dels riuraus: El Gran Riurau dels Català d'Arnauda, ara traslladat al Parc Muntaner, Xàbia, amb 14 ulls a doble cara; el Gran Riurau de Pepe Ramon o dels Cabrera, a la Partida Senioles, Xàbia, aquest amb 12 ulls; el Gran Riurau de Cruanyes, a la partida Mesquida, a Xàbia, amb 14 ulls a doble cara; el Gran Riurau dels Colomer, a Xàbia, amb 14 ulls dobles. el Gran Riurau del Senyoret, Jesús Pobre; i el més gran de tots, que algú ha qualificat de "més gran del món", el Gran Riurau del Mas del Fondo, Massarrojos, a l'Horta Nord valentina; 14 ulls a doble cara.
Com a Grans Riuraus desapareguts, trobaríem el Gran Riurau del Senyoret, a Montitxelvo, amb 12 ulls dobles i estufa annexa, destruït a la dècada de 1980. I un riurau a les Marines, a terme de Dénia, amb 14 ulls dobles, del que solament resten les runes i l'arc d'entrada a la finca on s'alçava.

## Origen i denominació
En el llibre Els riuraus valencians, edificis únics al món, escrit per Lluís Fornés, es diu que el substantiu riurau prové del mot occità rural (en català, rural) i que en la major part dels dialectes d'aquesta llengua es pronuncia rurau [ry'raw], que haurien dut les famílies provençals que es van posar al cap de la comercialització de la pansa de Dénia, com ara els Morant, Chabàs i Merle. La pronunciació general que es fa actualment a la comarca és riurau [riw'raw], però també hi ha la de Gata de Gorgos, risau [ri'saw], i la de Parcent rirau [ri'raw]; aquest últim, per a l'autor, és la més acostada als orígens occitans.
Per contra, el Gran Diccionari de la llengua catalana en situa l'origen en la duplicació del mot àrab raff: ref-raf [revrav] i per evolució fonètica [riv'rav] i [riw'raw] (que també donaria mots amb significats emparentats com ràfol, ràfec (porxada), etc.).
La que a hores d'ara es considera la primera referència documental sobre aquesta construcció apareix en el Diccionario geográfico, estadístico e histórico de España y sus posesiones de Ultramar, escrit per P. Madoz a mitjan segle xix. En el volum IX d'aquesta magna obra l'autor defineix el riurau com un cubierto para secar la pasa.
Segons l'arquitecte Antoni Banyuls de la Universitat d'Alacant, el riurau apareix en el segle xix com una resposta a les noves necessitats que creava el cultiu de la pansa.
La grafia de la paraula ha tingut vacil·lacions, amb guionet i sense. Els autors Josep Buïgues i Jaume Soler en el seu llibre Arquitectura tradicional de Benitatxell (2002) afirmaven que Coromines condemna la grafia riu-rau per inexacta. Madoz va ser el primer a emprar aquesta forma escrita, riu-rau, probablement errònia també a mitjan segle xix, que ha fet fortuna en molts autors posteriors: Figueras, Pacheco, Seijó, Ginés de Alberola, Eduard Mira, etc. Un document privat de Benitatxell documenta l'any 1906 la forma riurau.
El Diccionari Català-Valencià-Balear opta per la grafia riurau, així com Gran Diccionari de la llengua catalana i el Diccionari Normatiu Valencià també s'inclinen per aquesta forma. L'associació comarcal que defensa la conservació d'aquest tipus de construccions s'autodenomina Riuraus Vius.
D'altra banda, d'ençà d'un punt de vista generatiu res no indica que es tracte d'un mot compost que provinga de la fusió dels mots catalans riu i rau, com ara en Penya-roja, penya + roja; per tant, el guionet no hi té cap funció. Aquesta interpretació és la que defensava Nicolau Primitiu en un article seu publicat l'any 1933: Riurau, no riu-rau. No sabem per què alguns escriuen d'esta darrera forma, car es tracta d'una sola paraula, no composta per més d'una arrel.
Com a possibles justificacions de l'ús del guionet, tenim el postulat origen àrab, on sí que trobem una repetició del mot (raf-raf). En addició, altres mots en català amb tendència a la cacofonia (reduplicació de sons semblants en síl·labes contigües) s'escriuen amb guionet: xup-xup, gara-gara, etc.

## Els riuraus com a herència cultural

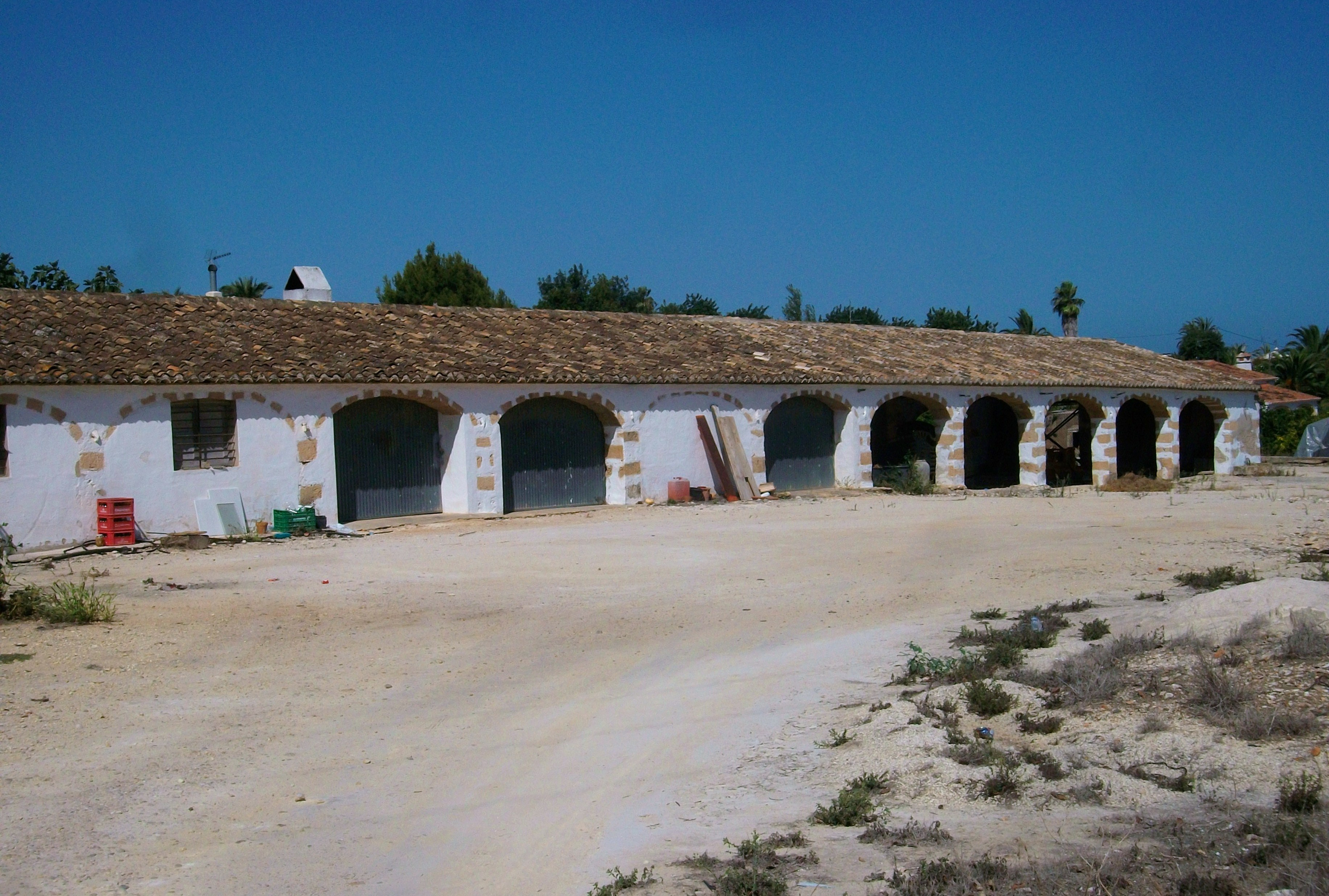
Riurau dels Cabrera, Xàbia

El dia 9 de febrer de 2007 es va constituir a Jesús Pobre l'associació "Riuraus Vius", que té com a objectiu específic promoure i difondre la idea que els riuraus i els altres elements de l'arquitectura rural han de ser conservats davant de la creixent pressió urbanística i, per això, aquest col·lectiu pretén que la gent prenga consciència de la importància que tenen aquestes construccions com a herència cultural de les generacions que ens han precedit. Publiquen periòdicament la revista «Riuralogia : estudi dels riuraus i de l'arquitectura rural»
Un altre col·lectiu comarcal que defensa la conservació dels riuraus i la resta d'instal·lacions de la pansa és "L'Associació de Veïns del Camí del Cementeri", que té la seua seu a la partida de Benibrai de Xaló. Aquest grup defensa que la protecció d'un riurau o de qualsevol altre element de l'arquitectura tradicional no es pot fer aïllant-lo del seu entorn immediat. Una caseta de camp amb el seu riurau no pot ser privada del seu sequer. Les casetes, els riuraus, les naies, els sequers i les eres formen una unitat o conjunt funcional que no pot ser segregat i adjudicat a dues parcel·les distintes per l'aplicació d'una reparcel·lació que no respecta aquests valors patrimonials.
El dissabte 7 de juny del 2008 es va fer a Benissa la 1a Jornada sobre els Riuraus, organitzada per l'Ajuntament d'aquest poble i l'Associació Riuraus Vius.
Per altra banda, cal remarcar que, encara que és la Marina Alta la comarca on més riuraus s'han conservat, a les comarques properes de la Safor (Barx, Alfauir, Almiserà, Castellonet de la Conquesta, Xeresa…) i la Vall d'Albaida, també es va conrear la vinya moscatell per fer-ne pansa, tenint encara com a vestigis d'aquesta activitat agrícola diversos riuraus i sequers. L'Ajuntament de Ròtova ha creat al riurau del Roig el Centre d’Interpretació de la Cultura de la Pansa, un projecte museístic elaborat per Paco Tortosa i Paleta d'Ocres. A Dénia el Museu Etnològic (carrer Cavallers) compta amb una planta dedicada a la pansa i la riquesa que va donar a la ciutat. A Teulada existix també un altre riurau rehabilitat com a centre etnològic així com a Alcalalí hi ha un altre Museu de la Pansa.
Des d'inicis del segle xix, amb el fi de les guerres napoleòniques com a data de referència, els paisatges de les Comarques Centrals Valencianes es vorien modificats amb les casetes de camp amb els seus annexos de riuraus, naies, eres i sequers formen part del paisatge rural de la Marina Alta, i cal tenir molt en compte que aquestes instal·lacions corren un perill objectiu amb reparcel·lacions que no respecten la configuració històrica de les propietats.

### La reivindicació dels riuraus com un element propi de l'arquitectura de la Marina
El dia 22 d'agost del 2008 es va celebrar a Xaló la primera vetlada literària i musical en pro de la conservació dels riuraus. L'acte, organitzat per l'associació 'Riuraus Vius' i la Regidoria de Cultura de l'Ajuntament de Xaló, va tenir lloc a un dels riuraus més emblemàtics d'aquesta població -el del Servet-, que està pendent de ser declarat 'Bé de Rellevància Local'.
Aquest aplec va reunir unes tres-centes persones, tant veïns de Xaló com residents d'altres localitats de la Marina, i va servir per a refermar una vegada més la voluntat que tenen els habitants de la comarca d'aconseguir la pervivència d'aquestes construccions que, junt amb les naies i els sequers, són els principals elements que defineixen i identifiquen les cases de camp marinenques.
En finalitzar l'esdeveniment, el públic assistent va cantar la cançó 'Mare, mare, mare, que el riurau es crema', que s'ha convertit en una mena d'himne per a tots aquells que creuen necessària la conservació d'aquests edificis com un senyal de reafirmació de la identitat singular de la Marina.
Hi ha un videoreportatge de 4 minuts sobre l'acte, dividit en dos parts, que es pot consultar a 
- Vídeo 1

- Vídeo 2

El treball de l'associació ha portat a salvar el Riurau d'Arnauda (Xàbia) traslladant-lo pedra a pedra i també el Gran Riurau de Jesús Pobre, que l'EATIM ha restaurat, quedant inaugurat el 24 d'abril de 2010.
Des de la seua modestia doncs es tracta d'una associació menuda, Riuraus Vius ha aconseguit la recuperació de l'escaldà al riurau de Jesus Pobre el darrer diumenge d'agost com podeu vore a aquest video.
Actualment s'està demanant a Conselleria de Cultura que dita tradició centenària siga declarada Bé Immaterial Cultural per tal que les institucions s'impliquen en la defensa i promoció d'aquesta activitat.

## Alguns dels riuraus més coneguts de la Marina Alta
- El riurau de Benarrisc, Teulada

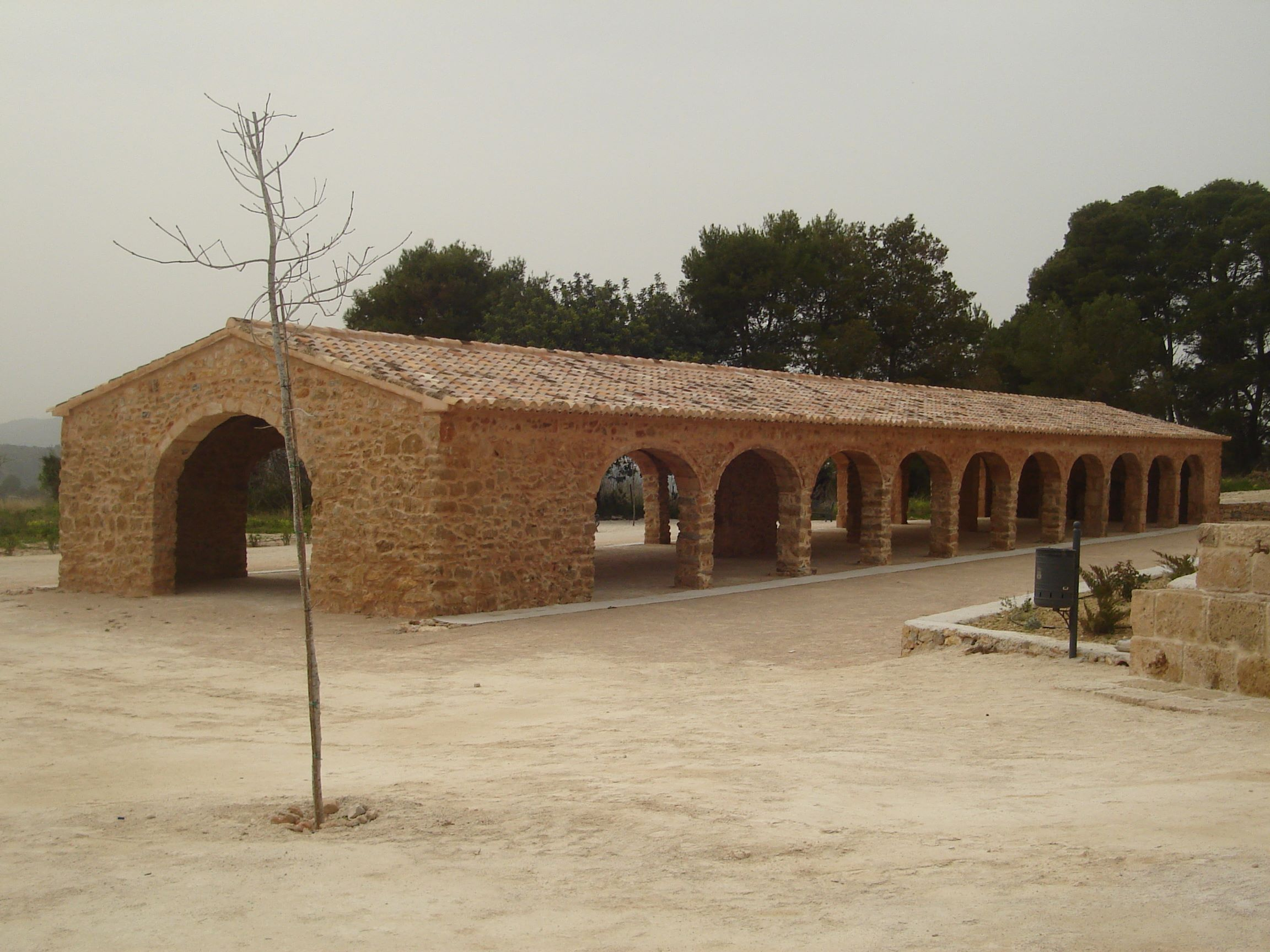
Riurau Gran de Jesús Pobre després de ser restaurat

- El Gran Riurau del Senyoret, a Jesús Pobre (Dénia)
- Els riuraus de Pinella i d'Eduardo Martí, tots dos a la partida de Pinella, la Xara (Dénia)
- Els riuraus de Xebic, de Pujades, de Bosch i de la casa de Ferrando o dels Nispros, partides de Xebic, Pujades i Pedregals, Ondara
- Els riuraus Llarg i de la Durana, Benibrai; el de les Ferranes, la Solana; i el del Servet (1801), tots a Xaló
- Els riuraus del centre urbà de Llíber
- Els riuraus de la Torra i dels Agostinos, el Poble Nou de Benitatxell
- El riurau del Cabrera, partida de les Senioles; el dels Benimelis, partida de Mesquida; el de Buigues i el d'Arnauda -aquests dos últims al nucli urbà-, Xàbia
- Els riuraus de les Quintanes, del Primo de la Solana, del Calvari i de l'Arenal de Parcent
- El riurau de Bonaire, a Benissa
- Els riuraus del Ràfol, del Pla i de Sant Joan de la Cometa, tots tres a Calp

## Els riuraus de la Safor
A la comarca de la Safor el conreu de la vinya va ser protagonista abans de l'arribada de la taronja, principalment va destacar la producció de moscatell. El 1887 la vinya dedicada a la pansa ocupava el 34% del terme i la importància de la seua exportació va motivar l'impuls d'infrestructures com el Port de Gandia o el tramvia fins a Carcaixent.

## Els riuraus en el cançoner popular
Mare, mare, mare,

que el riurau es crema.

Mare, mare, mare,

i els canyissos també.

Mare, mare, mare,

que el riurau es crema 

i a mi se me crema 

la nóvia també.

Mare, mare, mare,

que la pansa es banya. 

Mare, mare, mare,

l'haurem d'empilar.

Mare, mare, mare,

que la pansa es banya.

¿On estan les veles?.

No les puc trobar.